# Бисмарк (сельдь)

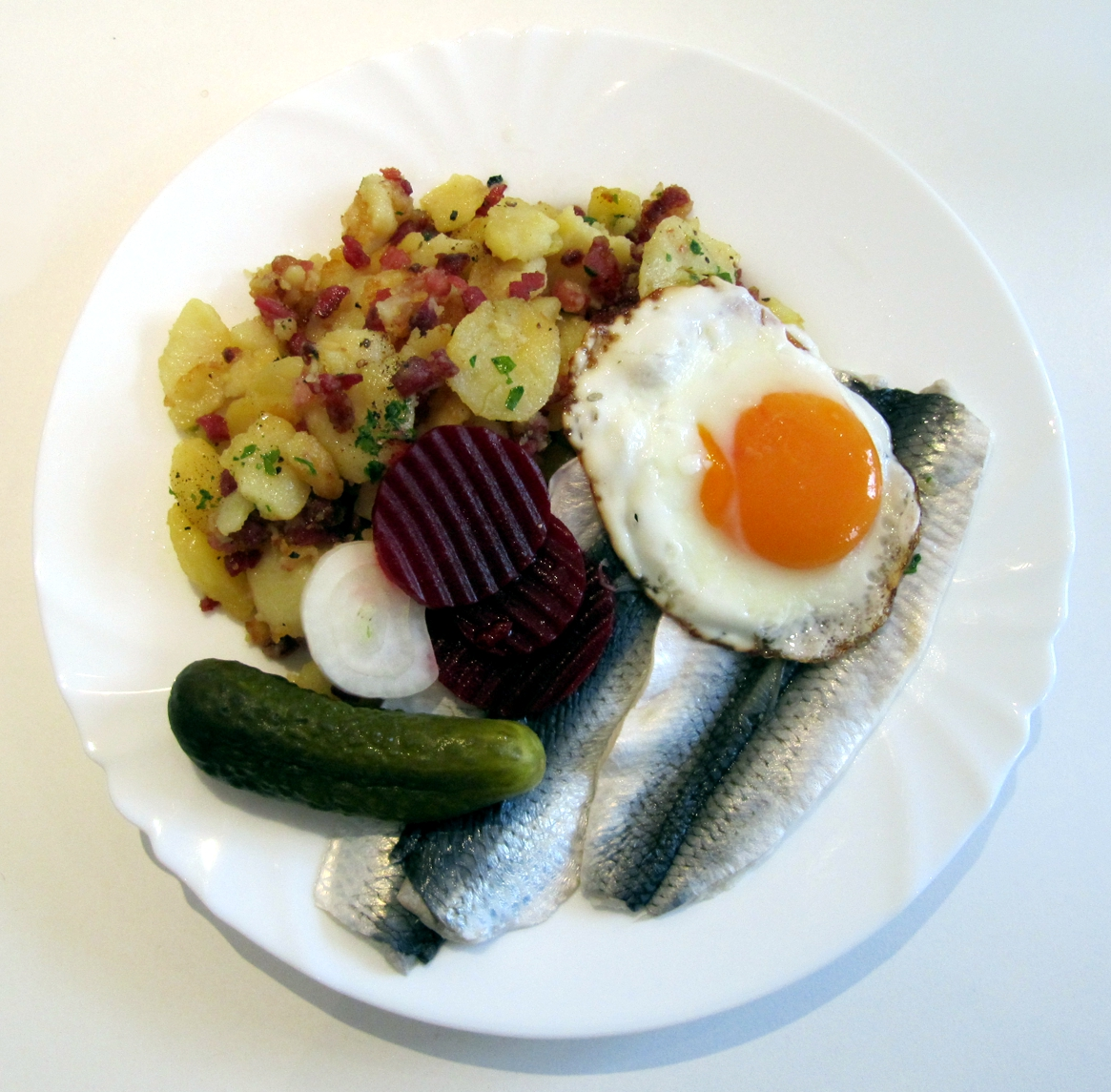
Сельдь Бисмарк, сервированная с жареным картофелем, яичницей-глазуньей, луком, маринованным огурцом и варёной свёклой

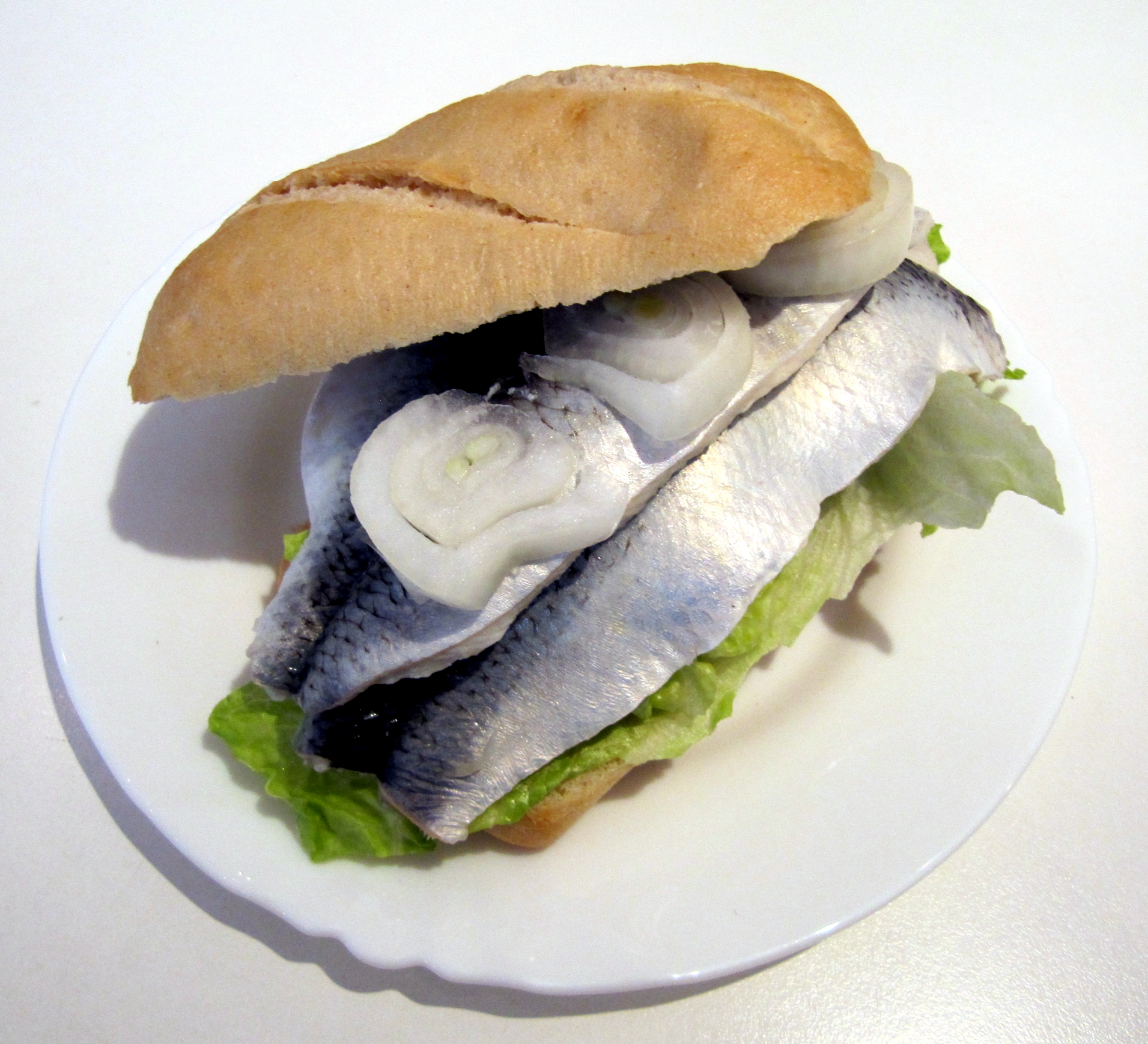
Булочка Бисмарка

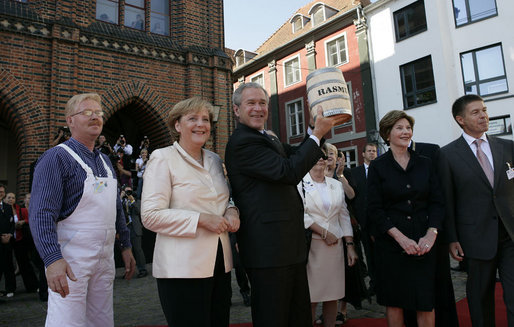
Джордж Буш с бочонком сельди Бисмарк в Штральзунде. 2006

Сельдь Бисмарк (сельдь Бисмарка, нем. Bismarckhering) — традиционные немецкие пресервы, выдержанное в кислом маринаде филе жирной атлантической сельди. В отличие от обычной разделки рыбы, две части филе без кожи для сельди Бисмарк оставляют соединёнными по спинке. В маринад входят уксус, растительное масло, соль, репчатый лук, лавровый лист и зёрна горчицы. 
Некогда повседневная еда бедных рыбаков на севере Германии, традиционная маринованная сельдь Бисмарк прославилась благодаря железному канцлеру, а в настоящее время превратилась в дорогостоящий деликатесный продукт и заслужила прозвище «серебро Балтики» за свой благородный серебристый блеск с голубовато-зеленоватым оттенком. Сельдь Бисмарк обычно подают с жареным картофелем или в традиционной рыбной булочке на салатном листе с репчатым луком, которая тогда называется «булочкой Бисмарка». Из сельди Бисмарк вручную готовят рольмопсы.
В отношении происхождения названия маринованного филе сельди имеется несколько историй, связанных с «железным канцлером». Известно, что гурман и любитель поесть Отто фон Бисмарк очень уважал маринованную сельдь и якобы даже на заседании рейхстага говаривал: «Если бы сельдь стоила, как чёрная икра, люди ценили бы её гораздо больше». По другой версии, канцлер Бисмарк считал «презренную» сельдь ценнее трюфелей и дорогого сыра. В ещё одном варианте хвалебного изречения Бисмарка сельдь возводилась на один уровень с омаром. В любом случае, торговцы рыбой откликнулись на слова канцлера и окрестили в его честь один из сортов маринованной сельди. В 1864 году, во время своего визита на фронт Прусско-датской войны, канцлеру Бисмарку пришлась по вкусу маринованная сельдь, которую ему подали в одном из фленсбургских трактиров, а его польщённый хозяин попросил разрешения включить в меню заведения сельдь Бисмарк. В 1871 году штральзундский рыботорговец Иоганн Вихман отправил рейхсканцлеру бочонок сельди, которую по особому рецепту замариновала его супруга в честь основания Германской империи, а князь Бисмарк в ответную благодарность предоставил ему в письменной форме привилегию рекламировать свою сельдь в кислом маринаде как «сельдь Бисмарка». Письмо от Бисмарка с разрешением использовать своё имя для маринованной сельди якобы было уничтожено во время бомбардировки Штральзунда 6 октября 1944 года. Тем не менее, наследник Вихманов Генри Расмус держит в Штральзунде рыбную лавку, где предлагает сельдь Бисмарк, приготовленную по оригинальному секретному рецепту 150-летней давности. Федеральный канцлер Ангела Меркель одарила бочонком оригинальной сельди Бисмарк из Штральзунда многих своих гостей, побывавших в Германии с официальным визитом, в том числе, Дж. Буша, В. В. Путина и Ф. Олланда. В ещё одной истории происхождения названия профессор дерматологии и личный врач Отто фон Бисмарка Эрнст Швенингер якобы прописал болезненному канцлеру диету на основе маринованной сельди, полностью излечившую пациента от недуга. По мнению историка культуры и журналистки Петры Фёде, все эти исторические анекдоты далеки от действительности, поскольку в те времена в честь рейхсканцлера называли всё, что можно: башни, памятники, суда и разные кулинарные блюда, но до настоящего времени из блюд осталась только сельдь. В ГДР упоминания рейхсканцлера Бисмарка не приветствовались по политическим мотивам, и сельдь Бисмарк называлась «деликатесной».
После вылова из филе разделанной сельди сначала готовят «кислый полуфабрикат» в маринаде из соли (14 %) с уксусом (7 %) со специями или без них. Полуфабрикат идёт на дальнейшую обработку для получения различных деликатесных изделий, и после повторного маринования готов к употреблению. В отличие от традиционного немецкого метода посола, в Скандинавии «кислый полуфабрикат» сначала слегка просаливают, а затем погружают в уксус; за счёт этого конечный продукт имеет более упругий и свежий вид. В XIX веке такой вкусный метод консервирования рыбы обрёл популярность ещё и благодаря тому, что в уксусе растворялись мелкие рыбные кости. В дальнейшем развитие железных дорог позволило поставлять маринованную рыбу вглубь страны в деревянных бочках. В Австрии атлантическая сельдь небольшого размера, потрошённая и обезглавленная, приготовленная по аналогичному рецепту, именуется «русские» или «маленькие русские».